# From Paris with Love
Pour les articles homonymes, voir Bons baisers de....
Pour plus de détails, voir Fiche technique et Distribution.
From Paris with Love ou Bons baisers de Paris au Québec est un film d'action français réalisé par Pierre Morel et sorti en 2010. Le film est produit et coécrit par Luc Besson.
Le film reçoit des critiques globalement négatives et ne rencontre pas le succès auprès du public.

## Synopsis
James Reese est l'assistant personnel de l'ambassadeur des États-Unis à Paris, Bennington. Il rend aussi parfois de petits services aux Forces Spéciales, mais on ne lui confie que de petites missions, jusqu'au jour où s'organise un sommet international. James doit alors collaborer avec Charlie Wax, un agent des services secrets qu'il doit aller chercher à l'aéroport. Il découvre alors les méthodes « musclées » de Wax. Leur mission ne sera pas de tout repos.

## Fiche technique
Sauf indication contraire, les informations mentionnées dans cette section peuvent être confirmées par les bases de données cinématographiques IMDb et Allociné,  présentes dans la section « Liens externes ».
- Titre original : From Paris with Love
- Titre québécois : Bons Baisers de Paris
- Réalisation : Pierre Morel
- Scénario : Luc Besson, Adi Hasak (en)
- Musique : David Buckley
- Décors : Jacques Bufnoir
- Photographie : Michel Abramowicz
- Cascades mécaniques : Michel Julienne et son équipe
- Montage : Frédéric Thoraval
- Production : Luc Besson, India Osborne et Virginie Besson-Silla
- Sociétés de production : EuropaCorp, Apipoulaï Prod et M6 Films
- Sociétés de distribution : EuropaCorp Distribution (France), Lionsgate (États-Unis)
- Budget : 52 millions de dollars[1],[2]
- Pays de production :  France
- Langue originale : anglais et français
- Genre : action, buddy movie
- Dates de sortie[3] :
  - États-Unis : 5 février 2010
  - France : 17 février 2010

## Distribution
- John Travolta (VF : Patrick Béthune ; VQ : Jean-Luc Montminy) : Charlie Wax
- Jonathan Rhys-Meyers (VF : Axel Kiener ; VQ : Alexis Lefebvre) : James Reese
- Kasia Smutniak (VF : Annie Milon ; VQ : Aline Pinsonneault) : Caroline
- Richard Durden (VF : Vincent Grass ; VQ : Aubert Pallascio) : l'ambassadeur Bennington
- Bing Yin : M. Wong
- David Gasman (VF : Philippe Catoire) : le touriste Allemand / la voix
- Amber Rose Revah (VF : Geraldine Asselin ; VQ : Bianca Gervais) : Nichole
- Éric Godon (VF : lui-même ; VQ : Vincent Davy) : le ministre des Affaires étrangères
- Chems Dahmani (VF : lui-même) : Rashid
- Sami Darr : le proxénète pakistanais
- Julien Hagnery (VF : lui-même) : le chef du gang chinois
- Mostéfa Stiti (VF : lui-même ; VQ : Manuel Tadros) : Dir Yasin
- Rebecca Dayan (VF : elle-même) : l'assistante du ministre des Affaires étrangères
- Michael Vander-Meiren (VF : lui-même) : l'agent de sécurité de l'aéroport
- Alexandra Boyd (en) (VF : Marie-Laure Beneston ; VQ : Claudine Chatel) : la chef de la délégation
- Nick Loren (en) : le chef de la sécurité
- Melissa Mars : la prostituée de Wax
- Yin Hang : la prostituée asiatique
- Frédéric Chau (VF : lui-même) : le serveur chinois
- Luc Besson : l'homme qui sort de sa voiture (non-crédité)
- John Kiriakou : lui-même (non-crédité)
- Kelly Preston : une femme à la tour Eiffel (non-créditée)

## Production

### Genèse et développement
Fidèle de Luc Besson, Pierre Morel a été séduit par le concept du film : « J'avais envie d'enchaîner avec encore plus d'action. C'est en partie pour cette raison que j'ai voulu réaliser From Paris With Love et aussi parce que ce film me permettait d'explorer le concept du duo. Taken est un film de solitaire. D'un bout à l'autre de son aventure, le personnage de Liam n'a pas de copains, pas de partenaires, rien ! Alors que dans From Paris With Love, c'est un échange entre deux personnages. »
Coscénariste du film, Adi Hasak raconte l'origine du titre du film qu'il trouvait étrange :

« [...] J'ai fini par revoir Luc et lui ai dit : “Luc, ce titre est génial mais pourquoi celui-là”. Et il a répondu : “Tu ne comprends pas pourquoi ?”. J'ai répondu : “Non. Je présume que c'est un hommage à From Russia with Love ?”. Il m'a répondu : “Oui. Mais la principale raison vient d'une réunion avec mon comptable où nous avions besoin de trouver un titre pour ce projet. Nous nous sommes dits que ce serait drôle qu'au lieu de From Russia with Love, on l'appelle From Paris with love ??!!”. Et du coup ce titre est resté ! »

— Adi Hasak

### Tournage
Le tournage, d'une durée totale de 12 semaines, débute par une première semaine aux alentours d'Annecy (notamment sur l'Autoroute A41) et se poursuit à Paris, (notamment à la tour Eiffel, le pont des Arts, la Voie Georges-Pompidou, ...) et en Île-de-France (notamment les studios SETS à Stains, aéroport de Paris-Charles-de-Gaulle, ...) pour les 11 semaines suivantes.
Le film aurait dû être tourné en partie à Montfermeil, avec des explosions de voitures. Toutefois, un certain nombre d'exactions, dont la destruction crapuleuse de matériels, mettent le tournage en cause. Finalement relancé, le film a été tourné à la cité de la Coudraie à Poissy, en remplacement de Montfermeil.
Le look de John Travolta est une idée de l'acteur, dans la lignée de celui qu'il arborait dans L'Attaque du métro 123 : « Je trouvais que cela fonctionnait bien, mais je voulais y rajouter quelque chose de plus. Du coup, j'ai décidé de me raser la tête, de me laisser pousser la barbe et de m'habiller comme les soldats de fortune. Vous savez, ces types sont presque tous stylés, maintenant. Nous avons regardé les images de ces gars qui portent des armes à feu, des écharpes, des vestes en cuir et des pantalons de parachutistes. Ils sont vraiment fascinants ! »

## Accueil

### Critique
Le film reçoit des critiques mitigées. Sur l’agrégateur de critiques Rotten Tomatoes, il obtient 37 % d'avis favorables pour 162 critiques et une note moyenne de 4,7⁄10. Le consensus étant : « Bien que n'étant pas dénué de charmes — le plus fameux d'entre eux est la performance exaltante de John Travolta — From Paris with Love est trop confus et disjoint pour être satisfaisant ». Sur Metacritic, qui utilise une moyenne pondérée, le film obtient une note de 42⁄100 pour 32 critiques.
Peter Travers de Rolling Stone lui a attribué 1⁄4 et a déclaré : « From Paris with Love ne présente aucun signe vital, écrasant juste une répétition ennuyeuse qui fait qu'une scène violente et bruyante se déroule exactement comme la dernière ». D'autres critiques parlent d'un film « ridicule » et d'une intrigue raciste,.

### Box-office
Le film rapporte environ 52 millions de dollars, soit l'équivalent de son budget de production.
| Pays ou région     | Box-office      | Date d'arrêt du box-office | Nombre de semaines |
| ------------------ | --------------- | -------------------------- | ------------------ |
| États-Unis, Canada | 24 077 427 $    | 11 mars 2010               | 5                  |
| France             | 330 007 entrées | -                          | -                  |
| Total mondial      | 52 830 951 $    |                            |                    |

## Analyse